# Bernd Quade
Bernd Quade (* 22. Januar 1959) ist ein ehemaliger deutscher Fußballspieler. In der höchsten Spielklasse des DDR-Fußballs, der Oberliga, spielte er von 1978 bis 1983 für den 1. FC Union Berlin. Als Mitglied der U-21-Auswahl vertrat er den DFV international.

## Sportliche Laufbahn
Quade trat im Dezember 1967 in die Kindermannschaft des 1. FC Union Berlin ein. Als er 1977 für den Männerbereich spielberechtigt wurde, setzte ihn der Club in der Nachwuchsoberliga ein. Noch als Spieler der Nachwuchsmannschaft kam er in der Saison 1978/79 in zwei Spielen der DDR-Oberliga zum Einsatz: Am 16. September 1978 wurde er in der Begegnung des 5. Spieltages Dynamo Dresden – 1. FC Union (3:1) in der 80. Minute eingewechselt, am 14. Spieltag war er im Heimspiel gegen Hansa Rostock (0:1) 90 Minuten als Mittelfeldspieler auf dem Feld. Zur Saison 1979/80 wurde der 1,82 Meter große Diplomsportlehrerstudent offiziell als Mittelfeldspieler in das Aufgebot der ersten Mannschaft aufgenommen, kam aber in ihr erneut nur zweimal in Punktspielen zum Einsatz. Am Saisonende stand Union als Absteiger in die zweitklassige DDR-Liga fest. Nach einer für Quade durchwachsenen DDR-Liga-Saison 1980/81 mit nur 16 Einsätzen in 30 Meisterschaftsspielen (Liga + Aufstiegsrunde), schaffte er es 1981/82 erneut in der DDR-Liga sich als Stammspieler zu etablieren. In den 33 Pflichtspielen aus Liga, der erfolgreich gestalteten Oberligaaufstiegsrunde und FDGB-Pokal fehlte er nur viermal.
Ab 1982/83 spielte der 1. FC Union wieder in der Oberliga, Quade wurde vom neuen Trainer Harry Nippert als Mittelfeldspieler vorgesehen. Er konnte an seinen gute Form der vorherigen Spielzeit anknüpfen und bestritt alle 26 Oberligapunktspiele wie vorgesehen als Mittelfeldakteur. Mit seinen neun Treffern wurde er zum Torschützenkönig der Union-Mannschaft. Auch in die Saison 1983/84 startete er erfolgreich, bestritt bis zum 8. Spieltag alle Punktspiele und blieb bis dahin mit drei Toren erneut treffsicher. Seine gute Form erregte auch die Aufmerksamkeit der DDR-Auswahlverantwortlichen, und Quade wurde im Oktober 1983 in zwei Länderspielen der U-21-Nationalmannschaft als Mittelfeldspieler eingesetzt. In der Nachwuchs-EM-Qualifikationspartie gegen die Schweiz am 11. Oktober erzielte er den 2:1-Siegtreffer.
Die Karriere des Diplomsportlehrers im Spitzenfußball endete nach seinem zweiten Nachwuchsländerspiel am 26. Oktober 1983 völlig unerwartet. Zunächst musste er wegen eines Erschöpfungssyndroms aussetzen, danach setzte ihn ein Hirntumor endgültig außer Gefecht. Im Alter von nur 25 Jahren musste er seine Laufbahn als Fußballspieler im Leistungsbereich aufgeben. In seinen fünf Jahren mit der ersten Mannschaft von Union hatte er 86 Pflichtspiele bestritten und 23 Tore erzielt. In der Oberliga war er auf 38 Einsätze gekommen und dabei zwölfmal als Torschütze erfolgreich gewesen.
Nach seiner Genesung war er als Hobbyfußballer bei der Betriebssportgemeinschaft Empor HO Berlin aktiv. Von 1985 arbeitete er als Trainer im Ost-Berliner Trainingszentrum Prenzlauer Berg. Im Sommer 2005 war Quade kurzzeitig Übungsleiter beim SV Empor Berlin, den er Mitte der 1990er-Jahre bereits trainiert hatte.